# Tilloy-lès-Mofflaines
Tilloy-lès-Mofflaines è un comune francese di 1 496 abitanti situato nel dipartimento del Passo di Calais nella regione dell'Alta Francia.

## Società

### Evoluzione demografica
Abitanti censiti